# Calu Rivero
Pour les articles homonymes, voir Rivero.
Calu Rivero, de son vrai nom Carla María Soledad Rivero, née le 5 avril 1987 à Recreo, dans la province de Catamarca, est une actrice et mannequin argentine. Elle est notamment connue pour ses rôles de « méchante » dans des séries télévisées[réf. nécessaire].

## Télévision
- 2006 : Usted
- 2007 : Patito Feo : Emma Taylor
- 2008 : Casi Ángeles : Juliette
- 2008 : Atrapados
- 2009 : Champs 12 : Alexia Del Moro
- 2010 : Alguien que me quiera : Lola Rivera
- 2011 : El elegido (2011) : Erica Martinez
- 2012 : Dulce Amor : Natacha Bandi
- 2013 : Hipotesis